# Polityka dostosowawcza
Polityka dostosowawcza – jest to świadome działanie w kierunku przywracania zachwianej równowagi bilansu płatniczego. Jest ona stosowana w krajach zadłużonych, których gospodarka znajduje się w stanie dalekim od równowagi, a mechanizmy rynku w wielu dziedzinach są niesprawne. Przyczyną tych dysproporcji jest struktura ekonomiczna, wymagająca przeobrażeń i przystosowań. Istotny wpływ na politykę tych krajów mają międzynarodowe organizacje gospodarcze, takie jak Międzynarodowy Fundusz Walutowy i Bank Światowy.

## Cele polityki dostosowawczej
Celem priorytetowym polityki dostosowawczej jest zlikwidowanie nadwyżki lub deficytu bilansu płatniczego, czyli przywrócenie równowagi zewnętrznej danej gospodarki. Współczesne państwo dąży także do osiągnięcia równowagi wewnętrznej, przez którą rozumie się najczęściej pełne zatrudnienie lub możliwie niewielkie bezrobocie oraz stabilne ceny lub niewysoką inflację. W początkowej fazie realizacji polityka dostosowawcza koncentruje się na działaniach stabilizacyjnych, a następnie na pierwszy plan wysuwają się działania o charakterze strukturalnym. Mają one zasadnicze znaczenie dla stworzenia efektywnej gospodarki rynkowej.

## Programy polityki dostosowawczej
- "ortodoksyjne" programy polityki dostosowawczej MFW:
  - koncepcja absorpcyjno-dochodowa, która zakłada, że równowagę bilansu płatniczego osiąga się przez ograniczenie importu i zwiększenie eksportu, a także ograniczenie popytu wewnętrznego
  - koncepcja monetarna, zgodnie z którą deficyt bilansu płatniczego powstaje w wyniku nadmiernej kreacji pieniądza, polityka dostosowawcza w tym przypadku polega na kontroli podaży pieniądza.
- „heterodoksyjne” programy dostosowawcze, które polegają na odejściu od restrykcyjnej polityki zarządzania popytem wewnętrznym.

Zgodnie z tymi programami, polityka dostosowawcza powinna opierać się na aktywnej interwencji państwa, mającej na celu wyeliminowanie z gospodarki różnego typu ograniczeń.

## Narzędzia polityki dostosowawczej
- Polityka zmiany wydatków – polega na oddziaływaniu państwa na ogólną wielkość popytu (wydatków) za pomocą:
  - polityki fiskalnej
    - polityki podatkowej
    - polityki wydatków budżetowych

  - polityka pieniężna
- Polityka przesuwania wydatków – polega na próbie doprowadzenia do przesunięcia części wydatków z dóbr krajowych na dobra  zagraniczne (lub w przeciwnym kierunku) za pomocą:
  - polityki kursowej
    - dewaluacja
    - rewaluacja

  - polityki wybiórczego przesuwania wydatków
    - ograniczenia handlowe
    - ograniczenia dewizowe
    - ograniczenia przepływu kapitału